# Goalundo Ghat
Goalundo Ghat, nota anche solamente come Goalundo, è un centro abitato del Bangladesh centrale appartenente all'upazila di Goalandaghat. È situata presso la confluenza tra i fiumi Padma (Gange) e Jamuna (Brahmaputra).
Goalundo Ghat è collegata da una strada a Faridpur e Kushtia ed è un importante terminal per traghetti e treni. Tra le principali materie prime che esporta vi sono riso, iuta, semi oleosi, canna da zucchero e pesce. Tra le industrie vi sono impianti per la lavorazione del riso e per la fabbricazione di ghiaccio e candele.